# Olivier Morice
Pour les articles homonymes, voir Morice.
Olivier Morice, né le 13 mai 1960, est un avocat pénaliste ayant prêté serment en 1985, ancien secrétaire de la conférence du stage, il est inscrit au barreau de Paris. Il intervient entre autres sur des affaires très médiatisées telles que celle des familles des victimes de l'attentat du 8 mai 2002 à Karachi, l'affaire de l'assassinat de Jean-Louis Turquin où il obtient la mise hors de cause de son épouse, l'affaire Robert Boulin, l'affaire Borrel, des procès de la Scientologie[Lesquels ?], l'affaire Christine Malèvre et l'affaire Danny Leprince.
Il conseille également de nombreuses entreprises ainsi que des dirigeants et responsables politiques, mis en cause dans des affaires pénales.
En marge de l'affaire Borrel, il porte devant la Grande Chambre de la Cour européenne des droits de l'homme une affaire concernant la liberté d'expression des avocats hors du tribunal. Le 16 décembre 2016, la Cour de cassation annule sa condamnation et reconnait le principe d'un niveau plus élevé de protection de la liberté d'expression d'un avocat dans la critique de l'action des magistrats à l'occasion d'une procédure judiciaire.
Selon Le Télégramme en 2010 et le magazine GQ, il serait classé parmi les cinq plus puissants avocats de France, troisième en 2012 derrière Éric Dupond-Moretti et Hervé Temime. Il fait partie des quatre avocats primés par un jury de professionnels du droit lors de la première édition des "Toges du Point". 

## Vie privée
Olivier Morice a des origines bretonnes et indique avoir été joueur de rugby en deuxième division (3e ligne centre). Catholique revendiqué, il est pour le reste très discret sur sa vie personnelle.

## Vie professionnelle
Il a notamment défendu les parties civiles dans un procès contre la scientologie en France. Par ailleurs, à l'occasion d'un autre procès, qui s'est étalé sur 26 ans, ses interventions dans les médias accusant les scientologues d'être à l'origine de la disparition d'un dossier lui valent un procès en diffamation, qu'il gagne,. Toujours à l’encontre de la scientologie, il est à l’origine de la plainte déposée en 1998 pour escroquerie en bande organisée ayant conduit à la condamnation définitive de la scientologie pour la première fois en France du chef d’escroquerie en bande organisée. 

### Avocat des familles des victimes de l'attentat du 8 mai 2002 à Karachi
Il est avocat des familles des victimes de l'attentat du 8 mai 2002 à Karachi. Il dépose une plainte qui aboutira à l’ouverture du volet financier de l’attentat de Karachi, conduisant à la mise en examen de Ziad Tiakeddine, Nicolas Bazire, Renaud Donnedieu de Vabres, en ciblant l’ancien Premier Ministre M. Édouard Balladur et son ministre de la Défense, François Léotard. En janvier 2014, les juges Van Ruymbeke et Le Loire demandent au Procureur de la République de saisir la Cour de justice de la République, seule instance capable de juger des ministres susceptibles d’avoir commis des infractions dans l’exercice de leurs fonctions.
À l'occasion de l'affaire de Karachi, il demande sur TF1 une audition de Nicolas Sarkozy et revenant longuement sur le déroulement des évènements, il dénonce entre autres publiquement sur France-Culture un « délit d'entrave à la manifestation de la vérité » de la part de Brice Hortefeux ainsi qu'un « dévoiement de la classification secret défense »,. Il dépose une question prioritaire de constitutionnalité, contestant la loi sur le secret défense et obtient gain de cause partiellement devant le Conseil constitutionnel le 10 novembre 2011, qui abroge une partie de la loi empêchant les juges d’instruction de se rendre dans certains lieux,.
Il obtient l'ouverture d'une instruction contre l'ancien Président Nicolas Sarkozy pour violation du secret de l'instruction dans l'affaire Karachi et la condamnation de l'ancien ministre Brice Hortefeux pour menace et intimidation, condamnation annulée en appel. L’affaire est actuellement pendante devant la Cour de cassation. Il porte plainte contre Nadine Morano à la suite d'échanges houleux sur Canal+. Le Tribunal correctionnel de Paris, en date du 18 mars 2014, prononce la relaxe de Nadine Morano au titre de la bonne foi, constatant néanmoins qu’elle avait tenu à l’encontre de Me Morice des propos diffamatoires[réf. nécessaire]. Il obtient la condamnation à deux reprises de M. Ziad Takiedinne qui l'avait diffamé devant le Tribunal correctionnel de Paris.
À la suite de sa plainte dans le volet financier de l'affaire de Karachi, l'ancien Premier Ministre Edouard Balladur et l'ancien Ministre de La Défense François Léotard sont renvoyés devant la Cour de justice de la République par arrêt de la commission d'instruction de la Cour de Justice de la République du 30 septembre 2019 tout comme leurs anciens directeurs de cabinet, Nicolas Bazire et Renaud Donnedieu de Vabres qui ont été jugés en octobre 2019 devant le Tribunal correctionnel de Paris. 
Par un jugement du 15 juin 2020, les prévenus ont été condamnés par le Tribunal correctionnel de Paris à des peines d'emprisonnement ferme. Il s'agit d'une sanction très dure, le tribunal ayant estimé que les prévenus ne pouvaient ignorer « l’origine douteuse » des fonds versés pour la campagne présidentielle de Balladur en 1995 avalisant ainsi la thèse soutenue par Me Olivier Morice depuis le dépôt de sa plainte .  

### Principales affaires
Il a défendu Fabienne Boulin dans l'affaire relative aux circonstances de la mort de son père en 1979, et a déposé une requête en décembre 2010 auprès de la Cour européenne des droits de l'homme contre l’État français, pour manque d’indépendance de sa justice après le refus du Procureur Général de Paris d’ordonner la réouverture du dossier.
Depuis 1997, il défend le combat d’Elizabeth Borrel qui conteste la version du suicide de son mari, le juge Bernard Borrel, magistrat détaché comme conseiller du ministre de la Justice djiboutienne. Cette version était soutenue par certains juges qu’il fit dessaisir. L’assassinat étant reconnu en 2007, par un communiqué du Procureur de la République de Paris. 
Il a défendu plusieurs prévenus dans l'affaire dite des commandos anti-IVG notamment à Lyon en 1995.
Il a par ailleurs défendu les intérêts des familles des victimes de Christine Malèvre, condamnée pour assassinat, contestant la qualification d'euthanasie, dans un procès dont la notoriété a dépassé les frontières françaises.
En janvier 2014, il obtient devant les assises de Loire Atlantique l’acquittement de Julie Baschet, compagne de Gabriel Loison, gourou de la secte de L'Université de la nature, de l'écologie et de la relation, contre l’avis du Parquet. Il démontre qu’elle avait agi sous sa contrainte du fait de l’emprise mentale qu’il avait sur elle. Le Parquet Général fit appel et il obtint à nouveau l'acquittement de sa cliente en septembre 2017.Cette décision a été saluée comme une avancée importante dans la prise en considération de la contrainte morale en matière d'emprise mentale à caractère sectaire.
En janvier 2014, il fait annuler toute une procédure d’enquête préliminaire ayant duré plus de trois ans et demi pour violation des règles du procès équitable, dans une affaire mettant en cause un ancien capitaine de gendarmerie. 
Il défend également le président de la Chambre de commerce et d’industrie du Vaucluse, mis en cause dans plusieurs affaires économiques et financières, dénonçant à
son encontre un acharnement et il obtient sa relaxe générale devant la Cour d'appel de Nîmes.  
Au mois de mai 2014, il défend la veuve de Claude Bernard Lauture lors du procès d'Amaral Duclona, un chef de gang haïtien, qui sera condamné à 25 ans de réclusion criminelle par la Cour d'assises de Paris.  
Depuis le mois de juin 2014, il défend Joël Beaugendre, ancien député UMP et maire en exercice de la commune de Capesterre Belle Eau, mis en cause dans une affaire financière et initialement placé en détention provisoire. Il obtient au mois de septembre 2014 sa remise en liberté sous contrôle judiciaire,.
En juin 2015, il est désigné par Jean-Paul Fischer, ancien directeur général de la Société d’Économie Mixte de Saint-Martin (SEMSAMAR) et actuel directeur général de la SEM Guadeloupe, mis en examen par le juge Guillaume Daieff dans une instruction ouverte au pôle financier du Tribunal de grande instance de Paris.
Depuis la fin de l'année 2015, il défend une trentaine de familles de victimes de l'attentat du 13 novembre 2015 à Paris. Dans ce cadre, il a représenté ces parties civiles dans le cadre du procès de Jean-Marc Rouillan jugé pour apologie du terrorisme par le Tribunal correctionnel de Paris. Par un jugement du 7 septembre 2016, Jean-Marc Rouillan a été condamné à 8 mois d'emprisonnement ferme.
Depuis juin 2017, il est chargé de la défense du dirigeant d'une importante société de négoce de vin accusé de fraude aux appellations d'origine contrôlée. Cette affaire a un retentissement considérable dans la filière viticole au niveau national et international,.
Il est intervenu également dans l'affaire Mohamed Merahpour le compte de la famille du Caporal Legouad, l'affaire du crash Rio-Paris, l'affaire de l'assassinat de Jean-Louis Turquin. Après avoir obtenu le placement sous le statut de témoin assisté de son épouse, accusée d'être l'auteur de l'assassinat, Me Morice obtenait que soit prononcé un non-lieu à son égard . 
Il intervient également dans des affaires qui concerne la liberté de création artistique. Ainsi , en 2019, il  a défendu Me Aurore Boyard, avocate au barreau de Toulon et auteure de plusieurs ouvrages, assignée par Me Daniel Soulez-Larivière qui revendiquait la propriété du terme "Avocature" dans les titres de plusieurs de ses ouvrages. Par un jugement du 21 novembre 2019, le Tribunal judiciaire de Paris a débouté Me Soulez-Larivière de toutes ses demandes, estimant qu'il était pas l'auteur de ce néologisme. 
Il défendait également  l'auteur de théâtre Hédi Tillette de Clermont-Tonnerre qui était poursuivi par le milliardaire anglais David Barclay, lequel lui reprochait d'avoir porté atteinte à l'intimité de sa vie privée et de l'avoir diffamé en s'inspirant de sa vie pour écrire sa pièce "Les deux frères et les lions". David Barclay était débouté de toutes ses demandes par le tribunal judiciaire de Caen et était condamné à verser des dommages et intérêts à Hédi Tillette de Clermont-Tonnerre en réparation de son préjudice moral. C'est une décision très importante pour la liberté de création théâtrale.
Il obtient à plusieurs reprises la condamnation de l'État pour dysfonctionnement du service public de la justice, notamment dans l'affaire du féminicide de Bénédicte Belair où il assiste la famille avec sa consœur Me Célia Chauffray. 
Il a aussi assisté plusieurs familles de femmes victimes de féminicide avec sa consœur Me Célia Chauffray, notamment la famille de Marie-Alice Dibon  et de Laetitia Attanasio. 
Il assure la défense de plusieurs magistrats poursuivis devant le Conseil supérieur de la magistrature, également avec sa consœur Me Célia Chauffray ,, obtenant notamment la mise hors de cause de certains d'entre eux. Il a également assisté des magistrats menacés dans le cadre de l'exercice de leurs fonctions, en obtenant notamment la condamnation d'un trafiquant de drogues à une peine de quatre ans d'emprisonnement ferme pour avoir menacé un juge d'instruction . 
Dans l'affaire Dany Leprince, condamné à la réclusion criminelle à perpétuite en décembre 1997 pour le quadruple meurtre de son frère Christian, de sa belle-sœur et de deux de leurs enfants, il dépose en mars 2020 une requête en révision afin de faire rouvrir la procédure pour obtenir l'annulation de la condamnation pénale de Dany Leprince. Il obtient une première victoire avec sa consœur Me Missiva Chermak-Felonneau le 23 janvier 2025 : la commission d'instruction rouvre la procédure et transmet l'affaire devant la Cour de révision qui devra décider de l'annulation de la condamnation .

### En marge de l'affaire Borrel: la liberté d'expression des avocats hors du tribunal
Peu après avoir obtenu en juin 2000 le dessaisissement des deux juges d'instruction chargés du dossier Borrel, notamment parce que ces derniers avaient refusé leur présence à une reconstitution arguant que celle-ci serait filmée, Me Olivier Morice et Me Laurent de Caunes demandèrent au nouveau juge d'instruction saisi la transmission de la cassette vidéo de la reconstitution. 
Ce juge constata que la cassette n'était pas cotée au dossier et invita donc l'une des juges précédemment saisie à la lui transmettre. Une fois la cassette obtenue, le juge d'instruction s'aperçut qu'elle était accompagnée d'un message personnel du procureur de Djibouti, Djama Souleiman
En septembre 2000, le quotidien Le Monde publia un article dans lequel Olivier Morice accusait les magistrats chargés de l'instruction du dossier Borrel d'avoir eu « un comportement parfaitement contraire aux principes d'impartialité et de loyauté ». Il ajouta que le mot manuscrit démontrait « l'étendue de la connivence » entre le procureur de Djibouti et les juges français. Les deux magistrats, les juges d'instruction Roger Le Loire et Marie-Paule Moracchini, portèrent plainte contre le directeur du Monde, le journaliste auteur de l'article et Olivier Morice, pour diffamation envers des fonctionnaires publics.
Le 16 juillet 2008, la cour d'appel de Rouen condamna Olivier Morice. Elle estime que les propos incriminés traduisaient « de la part du requérant, une animosité personnelle et une volonté de discréditer ces magistrats, en particulier la juge M., avec laquelle il était en conflit dans plusieurs procédures, excluant toute bonne foi » (à l'époque des faits, Olivier Morice représentait aussi les parties civiles dans un dossier concernant la scientologie dont la juge Moracchini était aussi chargée de l'instruction). Le directeur du journal Le Monde et le journaliste auteur de l'article, Franck Johannès, sont aussi condamnés respectivement pour diffamation et complicité de diffamation. Le 10 novembre 2009, la Cour de cassation confirme l'arrêt de la cour d'appel. 
Olivier Morice a porté l'affaire devant la Cour européenne des droits de l'homme, estimant avoir été victime d'un procès inéquitable (Article 6 de la Convention européenne des droits de l'homme) et d'une violation de son droit à la liberté d'expression (Article 10 de la Convention). Le 11 juillet 2013, la Cinquième Section de la Cour européenne a rejeté partiellement sa requête. Elle a jugé que la présence du juge Jean-Yves Monfort dans la formation de la Chambre criminelle de la Cour de cassation, alors que ce dernier avait auparavant exprimé son soutien à la juge Moracchini concernant une affaire de l'Église de scientologie, constituait un manquement à l'exigence d'impartialité. La France a donc été condamnée pour violation de l'article 6 de la Convention européenne des droits de l'homme. Mais s'agissant de l'atteinte portée à sa liberté d'expression, la Cour a jugé que la condamnation d'Olivier Morice était justifiée. 
Soutenu par le Conseil National des Barreaux, la Conférence des Bâtonniers français, la Conférence des bâtonniers européens et  l'Ordre des avocats de Paris, Olivier Morice a obtenu le renvoi de l'affaire devant la Grande chambre de la Cour européenne, ce qui est très rare (5,16 % des demandes de renvoi sont acceptées)[réf. nécessaire]. 
Le 21 mai 2014, l'audience publique s'est tenue devant la Grande Chambre de la Cour européenne des droits de l'Homme le 21 mai 2014. À cette occasion, les défenseurs d'Olivier Morice, Laurent Petiti et Nicolas Hervieu, ont défendu la liberté d'expression de l'avocat hors du tribunal, dès lors que cette expression se rattache à l'exercice des droits de la défense,.
Le 23 avril 2015, la Grande Chambre a rendu son arrêt par lequel elle condamne la France pour violation du droit au procès équitable et surtout pour atteinte à la liberté d'expression. Les dix-sept juges unanimes ont estimé que la condamnation d'Olivier Morice pour diffamation avait constitué une ingérence disproportionnée dans son droit à la liberté d'expression,
Le 14 avril 2016, la Cour de révision et de réexamen a fait droit à la demande d'Olivier Morice tendant au réexamen de sa condamnation pénale en France en décidant du renvoi devant l'Assemblée plénière de la Cour de cassation. Le 16 décembre 2016, Olivier Morice est définitivement réhabilité par l'Assemblée plénière de la Cour de cassation. Dans sa formation la plus solennelle, la Cour de cassation annule sa condamnation et reconnait le principe d'un niveau plus élevé de protection de la liberté d'expression d'un avocat dans la critique de l'action des magistrats à l'occasion d'une procédure judiciaire.
En septembre 2017, il obtient une nouvelle condamnation de la France devant la Cour européenne des droits de l'Homme dans l'affaire Lacroix c. France en matière de liberté d'expression des élus politiques. 
En mars 2020, il obtient la condamnation de l'État pour faute lourde du fait de l'absence d'autopsie et de la destruction des scellés.